# Fritz Leverenz

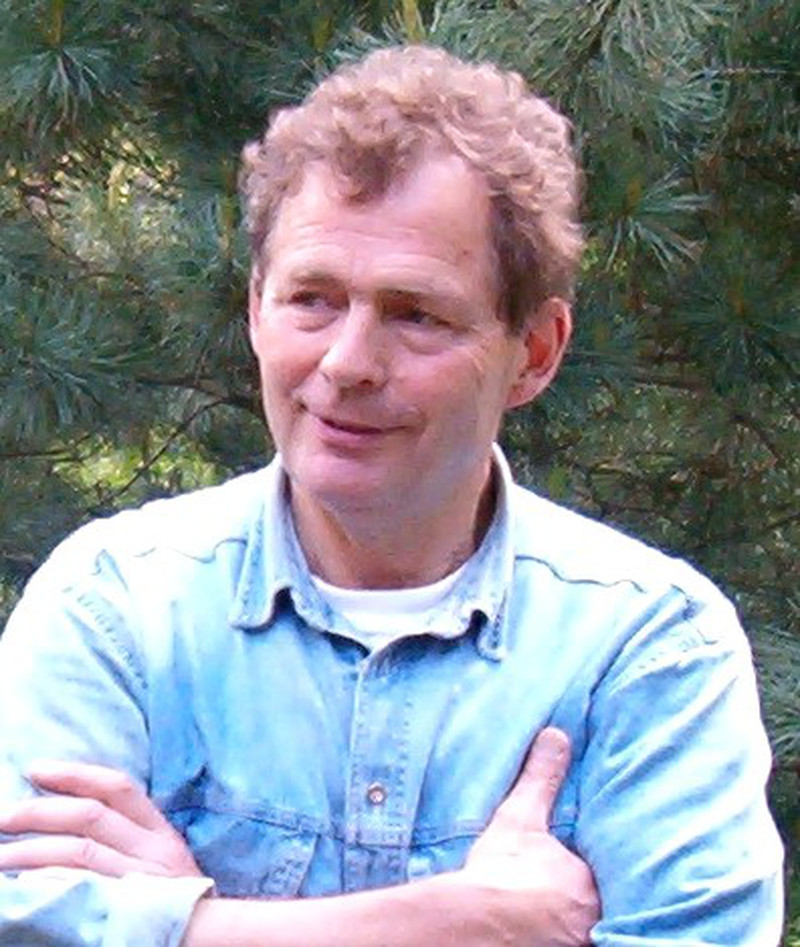
Fritz Leverenz 2005

Fritz Leverenz (* 30. April 1941 in Berlin) ist ein deutscher Schriftsteller. Er lebt in Berlin und schreibt Prosa. Fritz Leverenz ist Mitglied im Verband deutscher Schriftstellerinnen und Schriftsteller (VS).

## Leben
Fritz Leverenz wurde als ältestes von drei Kindern geboren. Kindheit und Schulzeit verbrachte er in Birkenwerder bei Berlin. Nach der Lehre als Former ging er von 1959 bis 1963 als Küchenleiter zur NVA. 1963 absolvierte er die Arbeiter- und Bauern-Fakultät in Potsdam, studierte von 1964 bis 1968 Sport und Geschichte an der Pädagogischen Hochschule Potsdam und arbeitete bis 1982 als Lehrer. Enge Auffassungen zur Pädagogik und ideologische Gängelung machten ihm zu schaffen. In dieser Zeit begann er zu schreiben, verließ den Schuldienst, arbeitete als Erzieher und ist Mitglied des Verbandes deutscher Schriftstellerinnen und Schriftsteller (VS). Er ist verheiratet, hat zwei Kinder und lebt in Berlin-Köpenick.
„In der großen Erzählung ‚Der Kuckuck lebt noch‘ (2016) ist es die Perspektive des heranwachsenden Berliner Jungen Willi, der die Übersiedlung der Eltern von Ost nach Westberlin erlebt und aus der Rückschau des fast Erwachsenen darüber erzählt.“ Ursula Reinhold.
„R.S.: ‚Das Schlüsseldatum ist für mich immer der 9. November, wie haben Sie diesen Tag erlebt?‘
F.L.: ‚Vierzehn Tage zuvor gab es eine neue Reiseregelung, vom ZK initiiert, die hatte ich mir durchgelesen und gedacht, die sind noch immer nicht so weit, die wissen noch immer nicht, was die Glocke geschlagen hat. Am 8. November habe ich an das ZK einen Brief geschrieben. Genossen, so wird das nichts, folgende Details müssten geändert werden. Der Brief schlug ein wie eine Bombe (Scherz), am nächsten Tag fiel die Mauer.“ *
„R.S.: ‚Sie haben in dieser Zeit weitergeschrieben.‘
‚F.L.: Ja, ich habe (immer) geschrieben, was ich an jeder Ecke gesehen hatte.
Nach der Wende habe ich dann etwas ‚kleinlauter‘ geschrieben. Der Verlag ‚Neues Leben‘ löste sich auf. …… Ich habe dann bei Westverlagen probiert zu veröffentlichen, die hatten alle kein Interesse. ….. auch die im Osten nicht mehr. Ich musste völlig neu ansetzen, deshalb ……. auch die Brüche bei meinen Veröffentlichungen.‘“

## Werke
1. „Lied der Grasmücke“, Erzählungen, Verlag Neues Leben, Berlin, 1987;[2]
2. „Der schöne Winter und das Alphabet“, Erzählung in Neue Deutsche Literatur (NDL), Oktober 1987;[3]
3. „Sikesö, der Graue Kater und der Kleine Frosch Ulysses“, Erzählungen, Books on Demand, Norderstedt, 2004;[4]
4. „East Side Stories“, Erzählungen, Holzheimer Verlag, Hamburg, 2007;[5]
5. „Amsel Amadeus und der Graue Kater“, Erzählungen, veränderte Neuauflage, Holzheimer Verlag, Hamburg, 2005;[6]
6. „Der Graue Kater und der Kleine Frosch Ulysses“, Erzählung, veränderte Neuauflage als E-Book, im HeRaS Verlag, Göttingen, 2014;[7]
7. „Du hoffst, und ich gehe“, Erzählungen, ergänzt und als Print und E-Book im HeRaS Verlag, Göttingen, 2014;[8]
8. „Aus den Notizen eines Angepassten“, Erzählungen, ergänzt und als Print und E-Book im HeRaS Verlag, Göttingen, 2015;[9]
9. „Hundesonntag“, Erzählung in Anthologie „Flaschenpost“, 2005;[10]
10. „Wir – heute“, Gedicht in Anthologie „Seltenes spüren“, Edition Zeitsprung, 2014;[11]
11. „Alaska-Highway“, Erzählung in Anthologie „Im Zwiespalt“, Oberbaum Verlag GmbH, 1999;[12]
12. „Das Forellenquintett“, Erzählung in Anthologie „Annäherungen – Ein Lesebuch“, Europa Forum, 1993;[13]
13. „Am Nachmittag, am Abend“, Erzählung in Anthologie „Die Wüsten Leben“, Neue Gesellschaft für Literatur, Berlin, 1996;[14]
14. „Wetter für Eisbären“, Reportage von der Erdgastrasse in „Temperamente“, 4/1983;[15]
15. „Ein heißer Tag, eine Kohlenstaubnacht“, Skizzen aus der Eisengießerei in „Temperamente“, 2/1983;[16]
16. „Ein Freund der Kinder“, Feuilleton zu Janusz Korczak in „Die Weltbühne“, 28. Oktober 1980;[17]
17. „Das Visitenkärtchen“, Erzählung in Anthologie „Einstieg“, Verlag Neues Leben, 1987;[18]
18. „Ein Riese reißt sich los“, Reportage von der Erdgastrasse in Anthologie „Die Schublade“, Mitteldeutscher Verlag, Halle Leipzig, 1985;[19]
19. „Ein Foto in der Zeitung“; Reportage von der Erdgastrasse in Anthologie „Auf du und du“, Mitteldeutscher Verlag Halle Leipzig, 1985;[20]
20. Kinderhörspiel „Kontiki auf dem Murmelsee“, Berliner Rundfunk, 1980;[21]
21. Kinderhörspiel „Der überaus blaue Planet“, Berliner Rundfunk, 1982;[22]
22. „Die Hürde“, Erzählung im Berliner Rundfunk, 1978;[23]
23. „Zirp – Abenteuer eines Grashüpfers“, Kinderbuch, Print und E-Book, HeRaS Verlag Göttingen, 2016;[24]
24. „KonTiki auf dem Murmelsee“, Kinderbuch, Print und E-Book, HeRaS Verlag, Göttingen, 2016;[25]
25. „Der Kuckuck lebt noch“, Jugendroman, Print und E-Book im HeRaS Verlag, Göttingen, 2016;[26]
26. „In der Herberge zum Steppenwolf“, Skizzen und Reportagen von einer Baustelle an der Erdgastrasse in Russland 1983, Print und E-Book im HeRaS Verlag, Göttingen, 2018;[27]
27. „Tanjas Bild“ in: Rainer V. Schulz (Hrsg.) „Alltagsgeschichten aus der DDR“, Erzählungen, HeRaS Verlag, Göttingen, 2017;[28]
28. Fritz Leverenz im Gespräch mit dem Hrsg. in: Rainer V. Schulz: „Wer schreibt, der bleibt“, DDR-Autoren nach ihrem Leben befragt, HeRaS Verlag, Göttingen, 2017;[1]
29. „Die Mühle in Grebbin“ (an der Warnowquelle); Gedicht in „Bis dein Blick Meer wird“, Anthologie des Köpenicker Lyrikseminars und der Lesebühnen der Kulturen Adlershof, Edition Zeitsprung, Berlin 2019;[29]
30. „Immer den Fluss entlang“, Erzählungen und Skizzen, HeRaS Verlag, Göttingen, 2019[30]

## Auszeichnungen
- Autorenstipendium für Kinder- und Jugendliteratur der Stiftung Preußische Seehandlung